# Младежка организация към Съюза на глухите в България
Младежка организация към Съюза на глухите в България (МОСГБ) е организация за глухи и тежкочуващи млади хора в България, които са на възраст между 18 и 30 години. МОСГБ членува в Европейска младежка организация за глухите (EUDY).

## Правилник на МОСГБ

### I. ОБЩИ ПОЛОЖЕНИЯ
1. МЛАДЕЖКАТА ОРГАНИЗАЦИЯ е граждански съюз на млади глухи членове на Съюза на глухите в България /СГБ/.
2. Младежката организация към СГБ /МОСГБ/ не е юридическо лице. Тя осъществява своята дейност в съответствие с Устава на Съюза на глухите в България.
3. Младежката организация е доброволна организация на младежи от Районните организации /РО/ в страната, които са към СГБ. Тя извършва общественополезна дейност.

### II. СЕДАЛИЩЕ И АДРЕС
1. Адресът на младежката организация е, където съответно е и седалището на Централното управление на СГБ: 1000 гр. София, ул. „Денкоглу“ 12 – 14.

### III. ЦЕЛИ, ЗАДАЧИ И ДЕЙНОСТ
1. Да подпомага и съдейства на младежите с увреден слух в страната с цел интегрирането им в обществото. Да работи за повишаване на социалната ангажираност на младите хора.
2. Активно да подпомага СГБ по отношение на подобряване качеството на образованието на нечуващите младежи.
3. Да привлича и организира младежи за активно участие при изпълнението на общосъюзните и младежки годишни програми, както на РО, така и в национален мащаб.
4. Да подкрепя дейността на младежките организации по РО, като постоянно ги информира за актуални въпроси и задачи.
5. Да проучва проблемите на младежите и своевременно да търси начини за тяхното решаване, като информира и търси съдействието на СГБ и ако се налага и на Европейския съюз на глухите младежи.
6. Да членува в EUDY и младежките инициативи към WFD.
7. Да обогатява своята дейност и да поддържа връзки с местни младежки организации за обмен на опит на национално ниво, а така също и с международни младежки организации.
8. Да информира гражданите, за проблемите на младите хора, както за техните постижения чрез в. „Тишина“, БНТ „Специализираното предаване за граждани с увреден слух“ и други медии.

### IV. ЧЛЕНСТВО В МОСГБ
1. Членството на Младежката организация е доброволно. Член може да бъде всеки младеж с увреден слух, навършил 16 години до 30-годишна възраст, който е редовен член на СГБ с платен съюзен членски внос за съответната година.
2. В МО могат да членуват и чуващи младежи, които са редовни членове на СГБ с платен съюзен членски внос за съответната година и които имат желание доброволно и активно да се включват в дейността ѝ.
3. Членуването се удостоверява с членската карта на СГБ.
4. Членството в МО се прекратява при отказ от членство в СГБ и съгласно клаузите на Устава на СГБ.

### V. ПРАВА И ЗАДЪЛЖЕНИЯ НА ЧЛЕНОВЕТЕ НА МОСГБ
1. Членовете имат право:
а/ да гласуват навършилите пълнолетие 18-годишни и младежите до 30 г. и да бъдат избирани в структурите на МОСГБ;
б/ да участват в дейностите, както на МО, така и в СГБ, а така също да бъдат информирани за решения, проекти и резултати;
в/ да правят предложения, наблюдения и да се борят за въпроси, свързани с работата на МО и да изискват тяхното решаване;
г/ да участват в срещи, семинари и други мероприятия на МОСГБ и EUDY.
2. Членовете са длъжни да:
а/ да участват в мероприятията на МОСГБ;
б/ да плащат ежегодно съюзния членски внос;
в/ да се абонират за в. „Тишина“;
г/ да съобщават промяната на адреса си;
д/ спазват Устава на СГБ.

### VI. ОРГАНИЗАЦИОННА СТРУКТУРА НА МОСГБ
1. Общо национално младежко събрание.
2. Национален съвет на Младежката организация към Съюза на глухите в България (МОСГБ).
3. Районен младежки съвет (РМС).
4. Мандатността на председателите на МОСГБ и РМС е 2 (две) години. Те могат да бъдат избирани до два последователни мандата, считано от Общото национално младежко събрание през месец септември 2011 г.
5. Мандатността на членовете на МОСГБ и РМС е две години.
6. Всички органи на МОСГБ и РМС се избират с явно или тайно гласуване.

### VII. ОБЩО НАЦИОНАЛНО МЛАДЕЖКО СЪБРАНИЕ
1. Общото национално младежко събрание е върховният орган на МОСГБ и се провежда един път годишно.
2. Датата за провеждане на Общото национално младежко събрание се обявява най-малко един месец преди обявяването и.
3. В Общото събрание участват младежи, които са представители на младежките организации към РО. Броят на представителните групи се определя от Националния съвет на МОСГБ. Събранието е редовно, ако има обикновено болшинство.
4. Общото събрание обсъжда основно в дневния си ред:
а/ Отчетния доклад на Националния младежки съвет;
б/ Програмата за следващата година;
в/ Утвърждава, изменя и допълва Правилника на МОСГБ;
г/ Гласува броя и освобождава членовете на Националния съвет на МОСГБ;

### VIII. НАЦИОНАЛЕН СЪВЕТ НА МОСГБ
1. Националният съвет на МОСГБ е изпълнителен орган. Съвета ръководи работата на Младежката организация между Общите събрания.
2. Националния младежки съвет се състои от 5 члена.
3. Съвета разработва програмите за дейността си, изготвя отчетите си, ръководи и управлява дейността на МОСГБ.
4. Председателят на МОСГБ ръководи Общите събрания. В случай на заболяване или други причини, той бива заместван от заместник-председателя.
5. Националният младежки съвет провежда заседанията си най-малко по едно на три /3/ месеца по утвърден годишен план-график с дневен ред, който може да се допълва с актуални належащи теми.

### IX. РАЙОНЕН СЪВЕТ НА МОСГБ
1. Районният младежки съвет /РМС/ е изпълнителен орган. Съвета ръководи работата на Районната младежка организация между годишните събрания.
2. Районният младежки съвет се състои от 3 – 5 члена, които се избират на отчетно-изборно събрание на младежите, което предшествува Общото отчетно-изборно събрание на РО.
3. РМС разработва ежегодни програми за дейността си, отчетите си, ръководи и управлява младежката дейност.
4. РМС провежда най-малко по едно заседание на три месеца.
5. Председателя ръководи младежките събрания. В случай на заболяване или други причини, той бива заместван от заместник-председателя.